# Đại học Công nghệ Kielce

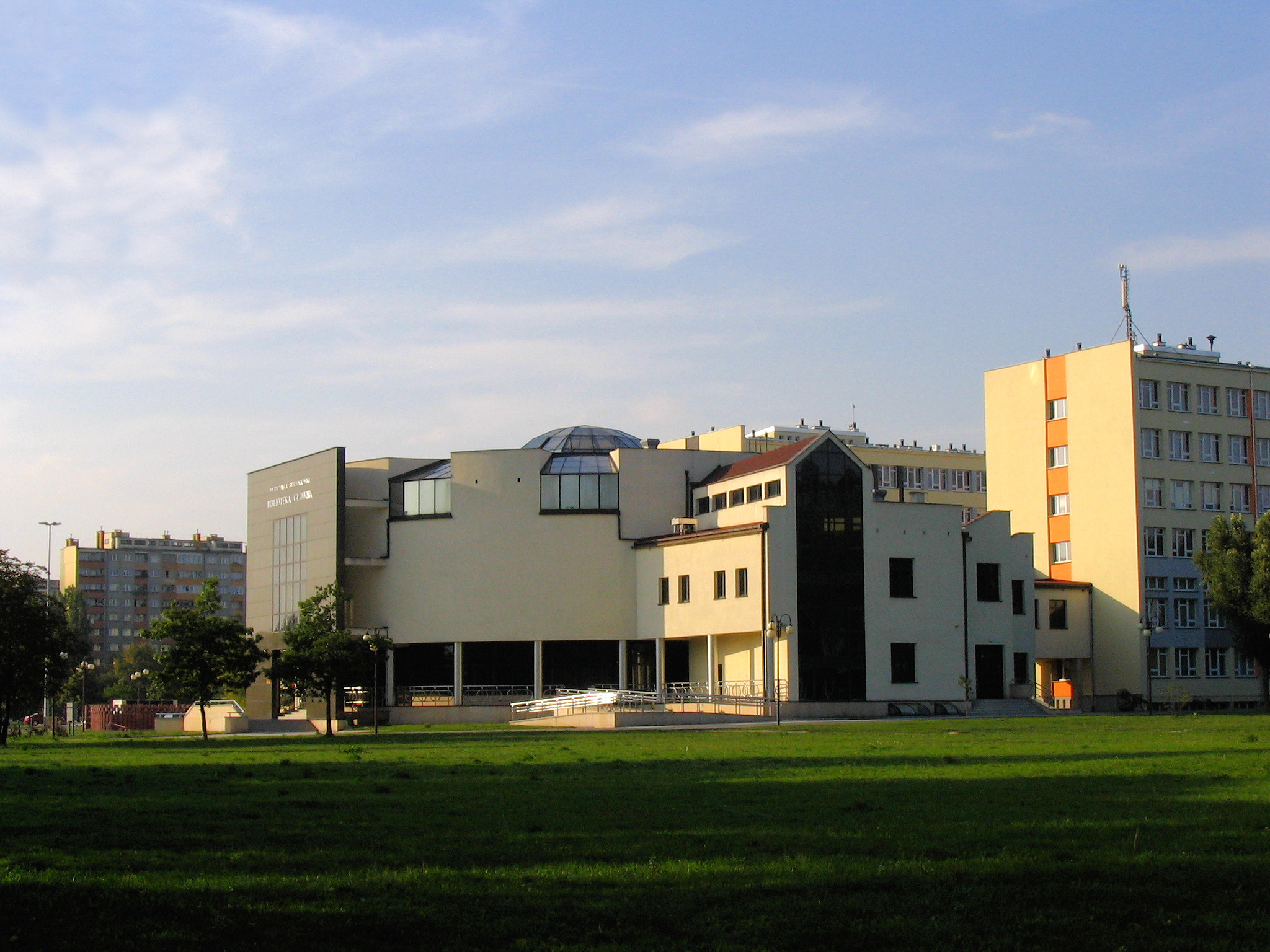
Khu viên Thư viện tại Đại học Công nghệ Kielce

Đại học Công nghệ Kielce (tiếng Ba Lan: Politechnika Świętokrzyska) là một tổ chức tương đối trẻ, mặc dù truyền thống giáo dục đại học ở Kielce trở lại từ đầu thế kỷ 19. Chính tại đây, Stanisław Staszic đã thành lập Học viện Khai thác, một trong những trường học đầu tiên ở Ba Lan, hoạt động vào những năm 1816-1818 và cung cấp nhân sự có trình độ để đáp ứng nhu cầu của Lưu vực Công nghiệp Ba Lan cũ. Giáo dục đại học hoạt động ở Kielce một lần nữa vào năm 1965 khi trường Kỹ thuật cao hơn Kielce- Radom được thành lập. Nó được chuyển đổi thành Đại học Công nghệ Kielce vào năm 1974.
Trường có năm khoa:
- Khoa Xây dựng và Kiến trúc,
- Khoa Kỹ thuật Điện, Điều khiển Tự động và Khoa học Máy tính,
- Khoa Kỹ thuật Môi trường, Địa chất và Năng lượng,
- Khoa Cơ điện tử và Cơ khí,
- Khoa Quản lý và Mô hình hóa máy tính.

Hiện tại, hơn 9.400 sinh viên tham gia các khóa học trong bảy lĩnh vực nghiên cứu: Kỹ thuật Xây dựng, Kỹ thuật Môi trường, Kỹ thuật Điện, Khoa học Máy tính, Cơ khí và Thiết kế Máy móc, Quản lý và Tiếp thị, Kỹ thuật Quản lý và Sản xuất. Trường có quyền trao bằng Tiến sĩ trong năm ngành học: kỹ thuật dân dụng, kỹ thuật môi trường, kỹ thuật điện, chế tạo và vận hành máy móc, cơ khí, và bằng cấp của Kỹ sư trong chế tạo và vận hành máy. Trong các khóa học, khóa tiến sĩ cao nhất cũng được đào tạo.
Nhân viên của 403 giáo viên học thuật, bao gồm 81 giáo sư và bác sĩ ổn định và 153 tiến sĩ cùng với các phòng thí nghiệm (ví dụ như phát xạ âm, công nghệ laser, cơ học đất, cơ học nứt, đo đại lượng hình học hoặc cường độ vật liệu) cung cấp giáo dục trong tất cả các lĩnh vực nghiên cứu và chuyên ngành.
27 hiệp định song phương tạo cơ sở cho sự hợp tác trong nghiên cứu và giảng dạy với 50 trường đại học từ 27 quốc gia. Trường hiện đang điều hành 10 dự án là một phần của các chương trình quốc tế và cũng là nhiệm vụ nghiên cứu, một trong số đó thuộc Chương trình khung thứ năm của EU.